# 尼古拉斯岩
尼古拉斯岩（英語：Nicolas Rocks），是南極洲的岩石，位於南奧克尼群島，距離科羅內申島西端4.6公里，在1821年由捕海豹者發現，現時由南極條約體系管理。